# 렉티파이
《렉티파이》(영어: Rectify)는 2013년 4월 22일부터 현재까지 선댄스TV에서 방영중인 드라마이다.